# Férfi 4 × 100 méteres váltófutás a 2023-as atlétikai világbajnokságon
A 2023-as atlétikai világbajnokságon a férfi 4 × 100 méteres váltófutás döntőjét augusztus 26-án rendezték meg Budapesten, a Nemzeti Atlétikai Központban.

## Rekordok
A versenyt megelőzően a következő rekordok voltak érvényben:
| Világrekord         | Jamaica · Nesta Carter, Michael Frater, Yohan Blake, Usain Bolt | 36,84 | London, Nagy-Britannia | 2012. augusztus 11. |
| Világbajnoki rekord | Jamaica · Nesta Carter, Michael Frater, Yohan Blake, Usain Bolt | 37,04 | Tegu, Dél-Korea        | 2011. szeptember 4. |

## Eredmények
Az időeredmények perc:másodpercben értendők. A rövidítések jelentése a következő:
| - WR: világrekord - CR: világbajnoki rekord - NR: országos rekord - PB: egyéni legjobb eredménye | - SB: 2023-ban az addigi legjobb eredménye - DNS: nem indult a futamon - DNF: nem ért célba - DQ: kizárták |

### Előfutamok
Minden előfutam első három helyezettje automatikusan a döntőbe jutott. Az összesített eredmények alapján további két csapat jutott a döntőbe.

| H   | Előfutam | Nemzet                  | Versenyzők                                                             | E     | Mj    |
| --- | -------- | ----------------------- | ---------------------------------------------------------------------- | ----- | ----- |
| 1.  | 2        | Olaszország             | Roberto Rigali, Marcell Jacobs, Lorenzo Patta, Filippo Tortu           | 37,65 | Q, WL |
| 2.  | 1        | Egyesült Államok        | Christian Coleman, Fred Kerley, Brandon Carnes, J.T. Smith             | 37,67 | Q     |
| 3.  | 1        | Jamaica                 | Ackeem Blake, Oblique Seville, Ryiem Forde, Rohan Watson               | 37,68 | Q, SB |
| 4.  | 1        | Japán                   | Ryuichiro Sakai, Hiroki Yanagita, Yuki Koike, Abdul Hakim Sani Brown   | 37,71 | Q, SB |
| 5.  | 2        | Dél-afrikai Köztársaság | Shaun Maswanganyi, Benjamin Richardson, Clarence Munyai, Akani Simbine | 37,72 | Q, SB |
| 6.  | 1        | Franciaország           | Méba-Mickaël Zeze, Pablo Matéo, Ryan Zeze, Mouhamadou Fall             | 37,98 | q, SB |
| 7.  | 2        | Nagy-Britannia          | Jeremiah Azu, Adam Gemili, Jona Efoloko, Eugene Amo-Dadzie             | 38,01 | Q     |
| 8.  | 2        | Brazília                | Paulo André Camilo, Felipe Bardi, Erik Cardoso, Rodrigo do Nascimento  | 38,19 | q, SB |
| 9.  | 2        | Nigéria                 | Favour Ashe, Usheoritse Itsekiri, Alaba Akintola, Seye Ogunlewe        | 38,20 | SB    |
| 10. | 2        | Kanada                  | Aaron Brown, Jerome Blake, Brendon Rodney, Bolade Ajomale              | 38,25 |       |
| 11. | 2        | Svájc                   | Pascal Mancini, Bradley Lestrade, Felix Svensson, Enrico Güntert       | 38,65 |       |
| 12. | 1        | Trinidad és Tobago      | Omari Lewis, Jerod Elcock, Revell Webster, Devin Augustine             | 38,89 |       |
| 13. | 1        | Magyarország            | Illovszky Dominik, Boros Bence, Szabó Dániel, Pap Márk                 | 39,55 | SB    |
|     | 1        | Hollandia               | Nsikak Ekpo, Taymir Burnet, Hensley Paulina, Raphael Bouju             | DNF   |       |
|     | 1        | Németország             | Kevin Kranz, Lucas Ansah-Peprah, Joshua Hartmann, Yannick Wolf         | DNF   |       |
|     | 2        | Lengyelország           | Adam Burda, Mateusz Siuda, Łukasz Żak, Dominik Kopeć                   | DNF   |       |

### Döntő
| H  | Pálya | Nemzet                  | Versenyzők                                                             | E     | Mj |
| -- | ----- | ----------------------- | ---------------------------------------------------------------------- | ----- | -- |
| 1  | 8     | Egyesült Államok        | Christian Coleman, Fred Kerley, Brandon Carnes, Noah Lyles             | 37,38 | WL |
| 2  | 5     | Olaszország             | Roberto Rigali, Marcell Jacobs, Lorenzo Patta, Filippo Tortu           | 37,62 | SB |
| 3  | 6     | Jamaica                 | Ackeem Blake, Oblique Seville, Ryiem Forde, Rohan Watson               | 37,76 |    |
| 4. | 4     | Nagy-Britannia          | Jeremiah Azu, Zharnel Hughes, Adam Gemili, Eugene Amo-Dadzie           | 37,80 | SB |
| 5. | 9     | Japán                   | Ryuichiro Sakai, Hiroki Yanagita, Yuki Koike, Abdul Hakim Sani Brown   | 37,83 |    |
| 6. | 3     | Franciaország           | Méba-Mickaël Zeze, Pablo Matéo, Ryan Zeze, Mouhamadou Fall             | 38,06 |    |
| 7. | 7     | Dél-afrikai Köztársaság | Shaun Maswanganyi, Benjamin Richardson, Clarence Munyai, Akani Simbine | DNF   |    |
| 8. | 2     | Brazília                | Rodrigo do Nascimento, Jorge Vides, Erik Cardoso, Felipe Bardi         | DQ    |    |